# 大沢一菜
大沢 一菜（おおさわ かな、2011年〈平成23年〉6月16日 - ）は、日本の俳優。東京都出身。MAVERICKS所属。

## 人物
映画『こちらあみ子』では330人の中からオーディションで選ばれ、主演のあみ子役を演じた。同作で第36回高崎映画祭の最優秀新人俳優賞を受賞する。
その後、テレビドラマ『姪のメイ』では本郷奏多とダブル主演を務め、宮藤官九郎が企画・監督・脚本を務める配信ドラマ『季節のない街』にも出演した。2024年11月公開の映画『ルート29』では綾瀬はるかと共演した。

## 出演

### 映画
- こちらあみ子（2022年） - 主演・あみ子 役[8]
- ルート29（2024年） - ハル 役[9]

### テレビドラマ
- 姪のメイ（2023年・テレビ東京） - 主演・春日部メイ 役[5]
- 風のふく島 第8話（2025年3月1日、テレビ東京） - 春日部メイ 役[10]

### 配信ドラマ
- 季節のない街（2023年・Disney+STAR） - ホームレス息子 役[6]
- 姪のメイ 冬キャンプ編（2024年・テレ東YouTube公式ドラマチャンネルほか） - 主演・メイ 役[11]

### CM
- NTT東日本「ミライはどこから来るの？」NTTアグリテクノロジー篇（2023年）[12]

### ミュージックビデオ
- RM「Domodachi (feat. Little Simz)」（2024年）[13]
- 米津玄師「Plazma」（2025年）

## 受賞
- 2023年 第36回 高崎映画祭 最優秀新人俳優賞（『こちらあみ子』）[4]